# 愛河站 (高雄市)
愛河站原本預定為高雄捷運橘線的捷運車站，位於台灣高雄市鹽埕區。1989年因高雄地下街發生嚴重火災，而決定取消該站興建計畫。此站與因新市鎮興建不如預期而取消的大坪頂站（R1）皆不再建設。

## 利用狀況
該站預定地高雄地下街原址前身是高雄市第一座體育場，於1973年由時任市長王玉雲提議改建而成，是臺灣首座大型地下街商場。1978年正式對外營運，佔地11206坪，內有超級市場、書城、大型遊藝場、電影院、餐廳、兒童遊藝場、保齡球館、溜冰場、冰宮．．．等等，高雄市政府於1987年3月實施全面性調查時，登記在案多達358家商號。
1989年12月18日，高雄地下街發生嚴重火災，連帶造成仁愛公園地表塌陷，造成人潮不再。1995年，高雄市政府正式回填地下街。
也因為鹽埕埔站到市議會站（今前金站）之間找不到其他合適地點設站，衡量前後捷運站間的距離都小於最低門檻800公尺及後來市政府的搬遷，便決議取消該址建站的計畫，但編號依舊保留並未重編
。

## 鄰近車站
- 未能通車營運模式

## 註譯
1. ↑  於慶璇. . 中國時報電子報. 2018-03-04  [2018-03-21]. （原始内容存档于2018-03-21） （中文（臺灣））.
2. ↑  蔡碧月. . 蘋果日報. 2018-03-09  [2018-03-21] （中文（臺灣））.
3. ↑  聯合新聞網. . 聯合新聞網.   [2024-11-18]. （原始内容存档于2022-08-22） （中文（臺灣））.
4. ↑  . ETtoday新聞雲. 2016-03-09  [2018-03-21]. （原始内容存档于2018-03-21） （中文（臺灣））.
5. ↑  鄭哲英. . 高雄捷運雙月刊第二期. 高雄市政府捷運工程局. 2006-05  [2018-03-21]. （原始内容存档于2016-08-03） （中文（臺灣））.